# حلايب
حلايب هي مدينة مصرية، تقع على ساحل البحر الأحمر مساحتها 20580 كم2، تقطنها قبائل العبابدة والبشارية، تقع المدينة حالياً في محافظة البحر الأحمر بحكم الأمر الواقع قريباً من أطلال مدينة عيذاب التاريخية التي كانت نقطة انطلاق الدعوة الإسلامية منذ خلافة أبي بكر الصديق وعمر بن الخطاب.

## تاريخ المدينة
بعد استقلال السودان عام 1956 من الاستعمار الإنجليزي تحول خط العرض 22 شمالا إلى حد سياسي دولي بالمعنى القانوني. أقدمت مصر على إرسال قوات إليه، عام 1958، ردا على إدخال الخرطوم المثلث ضمن قانون الدوائر الانتخابية السودانية، حيث اعتبرت أن القرار السوداني يخالف اتفاقية 1899. وهو ما رد عليه السودان بإرسال قوات، قبل أن تسحب مصر قواتها، وتكتفي بإرسال مذكرة إلى الأمم المتحدة عن حقها في استعادة المناطق الواقعة تحت الإدارة السودانية، شمال دائرة عرض 22 شمالا.
استمرت المنطقة تحت الحكم السوداني مفتوحه تجاه حركه الافراد والتجار حتي العام 1995 بإرسال مصر جيش للسيطرة علي المدينة مره اخري جاءت كرد فعل غاضبه على محاولة اغتيال الرئيس المصري الأسبق، حسني مبارك، في العاصمة الإثيوبية أديس أبابا، حيث اتهمت القاهرة الخرطوم بالضلوع فيها.
في العام 2010 اعتمد السودان المنطقة كدائرة انتخابية تابعة لولاية البحر الأحمر، واعتبر سكانها مواطنين سودانيين يحق لهم التصويت، لكن الأمر لم يُنفذ على أرض الواقع.

## الموقع
تقع مدينة حلايب في منطقة مثلث حلايب التي توجد بها ثلاث مدن كبرى هي حلايب وأبو رماد وشلاتين، وتقع مدينة حلايب على بعد 165 كم جنوب مدينة شلاتين.

## إدارياً

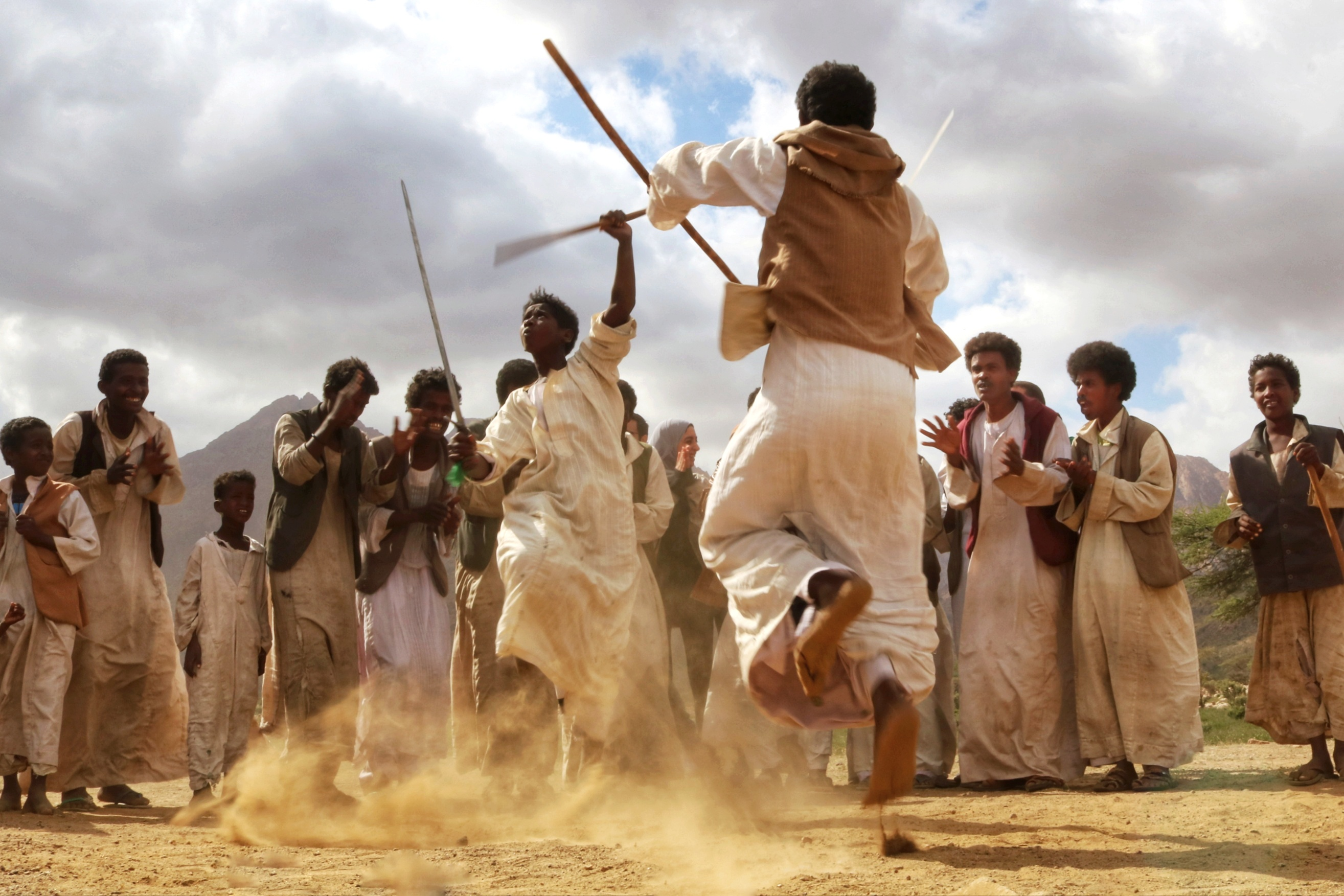
رقصة الهوسيت من تراث انسان حلايب

في يوم 18 فبراير 2014 قررت الحكومة المصرية تحويل حلايب إلى مدينة، وتضم إدارياً قريتي أبو رماد ورأس حدربة.

## خصائص السكان

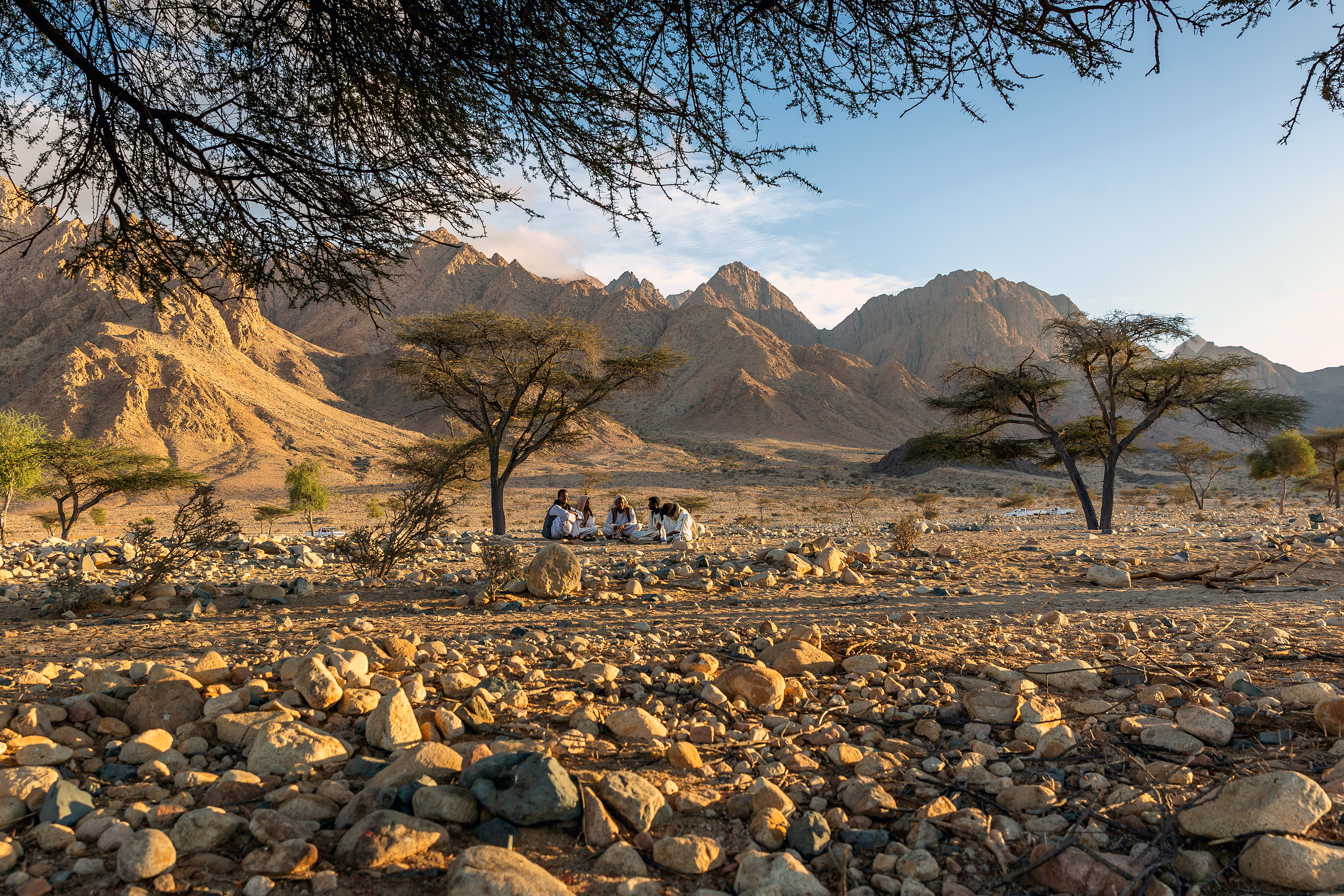
صورة من مدينة حلايب

أغلب سكّانها من قبائل البشاريين والعبابدة التي تعيش بين مصر والسودان.